# Várzea de Abrunhais
Várzea de Abrunhais ist ein Ort und eine Gemeinde im nördlichen Portugal.
Der Offizier und Kolonialverwalter Bernardo da Silveira Pinto da Fonseca (1780–1830) wurde hier geboren. Er ließ Rio de Janeiro pflastern und Chausseen dort anlegen. Im August 1819 wurde er letzter portugiesischer Gouverneur und Generalkapitän von Maranhão, bis Brasilien sich 1822 unabhängig erklärte und er ins Mutterland zurückkehrte.

## Geschichte
Im Jahr 1292 unterstellte König D. Dinis die Gemeinde dem Bischof von Lamego. Im 16. Jh. wurde die Zugehörigkeit bestätigt und Várzea de Abrunhais blieb weiterhin eine Lamego unterstellte Gemeinde, bis heute.
Die Grundschule (E.B. 1) des ländlichen Várzea de Abrunhais wurde überregional bekannt für ihre innovativen Lehrmethoden und ihre digitale Ausrichtung, darunter ein eigener Magalhães-Laptop-Computer für jeden Schüler. Die Schule erhielt einige Aufmerksamkeit und wurde vom Bildungsministerium ausgezeichnet. 2009 wurde sie von Microsoft als eine der 30 innovativsten Schulen weltweit ausgezeichnet. Das Bildungsministerium schloss die Schule 2010 jedoch, im Rahmen ihres Sparprogramms für Schulen mit zu wenigen Schülern. Die Grundschule wurde mit anderen Grundschulen in einem neuen Schulzentrum in Ferreirim zusammengelegt, wo auch das innovative Konzept so weit möglich fortgeführt wird.

## Verwaltung
Várzea de Abrunhais ist Sitz einer gleichnamigen Gemeinde (Freguesia) im Kreis (Concelho) von Lamego im Distrikt Viseu. In ihr leben 329 Einwohner auf einer Fläche von 6 km² (Stand 19. April 2021).
Folgende Ortschaften liegen im Gemeindegebiet:
| - Alcouce - Eirô - Estrada - Novais - Palhais | - Portela - Quintãs - Rossio - Santo Aleixo - Várzea de Abrunhais |